# Malqata

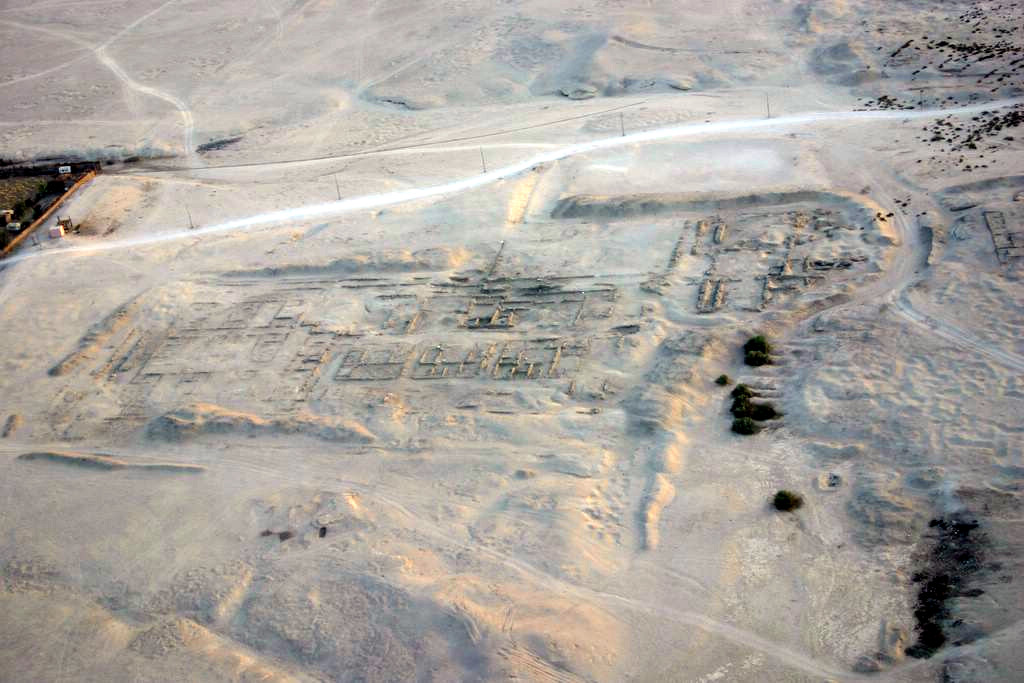
Die Ruinen des Palastes. Norden ist oben auf dem Bild.

Malqata (alternativ Malkata) war ein antiker ägyptischer Palastkomplex am Westufer des Nils bei Theben (Ägypten).

## Der Palast Amenophis III.
Dieser Palast wurde von Pharao Amenophis III. erbaut und mit einem Tempel versehen, der seiner Frau Teje und der Krokodilgottheit Sobek gewidmet war. Der gesamte Palast ist aus Lehmziegeln errichtet worden. Im Osten des Palastes war ein großer Zeremoniensee gelegen, der  durch ein System von Kanälen mit dem Nil verbunden war. Diese Kanäle endeten in einem großen Hafen oder Kai, der heute als Birket Habu bekannt ist.
Es gibt diverse Strukturen in der Wüste, wo der Palast liegt. So hat man bisher einen Tempel für Amun, eine Festhalle, Zimmer für die Elite des Reiches und die Verwandten der Königsfamilie, Kammern für Wächter und einen Altar, der Kom al-Samak genannt wurde, gefunden.

### Geschichte
Der Palast wurde im 14. Jahrhundert vor Christus errichtet und trug in der Zeit, in der er bewohnt wurde, den Namen „Per-Hay“, was „Haus des Jubels“ bedeutet. Ursprünglich war der Palast unter dem Namen „Palast des glänzenden Aton/Glanz des Aton,“ (Pn-ṯḥn-Jtn) bekannt. Es war die Residenz des Pharaos in seinen späteren Regierungsjahren. Der Bau wurde in dessen elftem Regierungsjahr begonnen und war etwa achtzehn Jahre später fertiggestellt.
Malqata war die Hauptresidenz des Pharaos Amenophis III., die nahe der Hauptstadt des damaligen Reiches, Theben, lag. Da kein Palast in der Nähe und in und um Theben so groß war wie dieser, wird vermutet, dass er in der Antike der wichtigste Palast in Ägypten war.
Der Palast wurde jedoch nicht sehr lange bewohnt: Sein Sohn, Amenophis IV. (Echnaton), gab die Residenz auf, nachdem er zu Ehren des Gottes Aton die neue Hauptstadt Achet-Aton in Mittelägypten errichtet hatte. Als Tutanchamun König wurde, kehrte dieser zur alten Religion zurück und verlegte die Hauptstadt des Landes nach Memphis. Eje II., der vorletzte Pharao der 18. Dynastie, könnte den Palast erneut für kurze Zeit besucht haben, wie auch sein Nachfolger Haremhab. Zur Zeit der Regierung Ramses II. war Malqata zu einer kleinen Residenz verkommen und die Hauptstadt des Reiches lag weiter im Norden.
Der gesamte Palastkomplex wurde später von den Römern und anschließend von den Byzantinern eingenommen.

### Struktur
Der Palast beinhaltete mehrere Audienzhallen, zentrale Höfe und Hinterhöfe, Villen, kleinere Komplexe für die Königsfamilie und Wohnungen für die Angestellten. Ein Kanal und Hafen verbanden den Palast mit dem Nil, der ein leichtes Reisen nach Theben gestattete, das am Ostufer des Flusses lag. Es gibt mehrere Fundstücke, die die Existenz solcher Kanäle und eines Hafens belegen.
Der Komplex, der der königlichen Familie eingeräumt war, umfasste ein Schlafzimmer, einen Ankleideraum, einen Raum für Audienzen und einen für den Harem des Pharaos. Allerdings wurde der letzte Raum kurz nach dem Einzug Amenophis III. als Lagerraum umfunktioniert. Gegenüber dem Raum für Amenophis gab es auch Räume für Kinder. Der Palast verfügte über einen zentralen Hinterhof. Teje wurde ein eigenes Gebiet in Malqata gestattet, das diagonal gegenüber von den Gemächern ihres Mannes lag.
Außerhalb der Wohnräume gab es einen ausgedehnten Garten und einen See, der zum Schwimmen geeignet war.
Weiterhin gibt es Überreste im Norden des Palastes, die von einem Amuntempel stammen. Im Süden des Palastes wiederum findet sich ein Tempel für die Gottheit Isis.
Malqata wurde von einer großen Dienerschaft und einem Stab geleitet. In der Nähe der königlichen Gemächer ließen sich Überreste einer Küche finden, wie auch mehrere Quartiere. Alles in allem ähnelt der Palast aufgrund der Vielfalt der Bewohner und Räume einer kleinen Stadt.

### Ausschmückung
Die Bemalungen an den Wänden haben Archäologen einen Eindruck vermittelt, wie der Palast geschmückt wurde. Mehrere Gemälde der Gottheit Nechbet ließen sich an den Decken der Schlafgemächer der Herrscher finden. Viele Wände wurden mit Tierszenen ausgeschmückt, auch Blumen- oder Sumpflandschaften wurden an den Wänden verewigt. Es gab hölzerne Säulen, die ebenfalls koloriert waren, sodass sie den Eindruck übergroßer Blumen erweckten. Trotz der schlechten Erhaltung des Bauwerkes sind nach wie vor einige dieser Gemälde erkennbar.

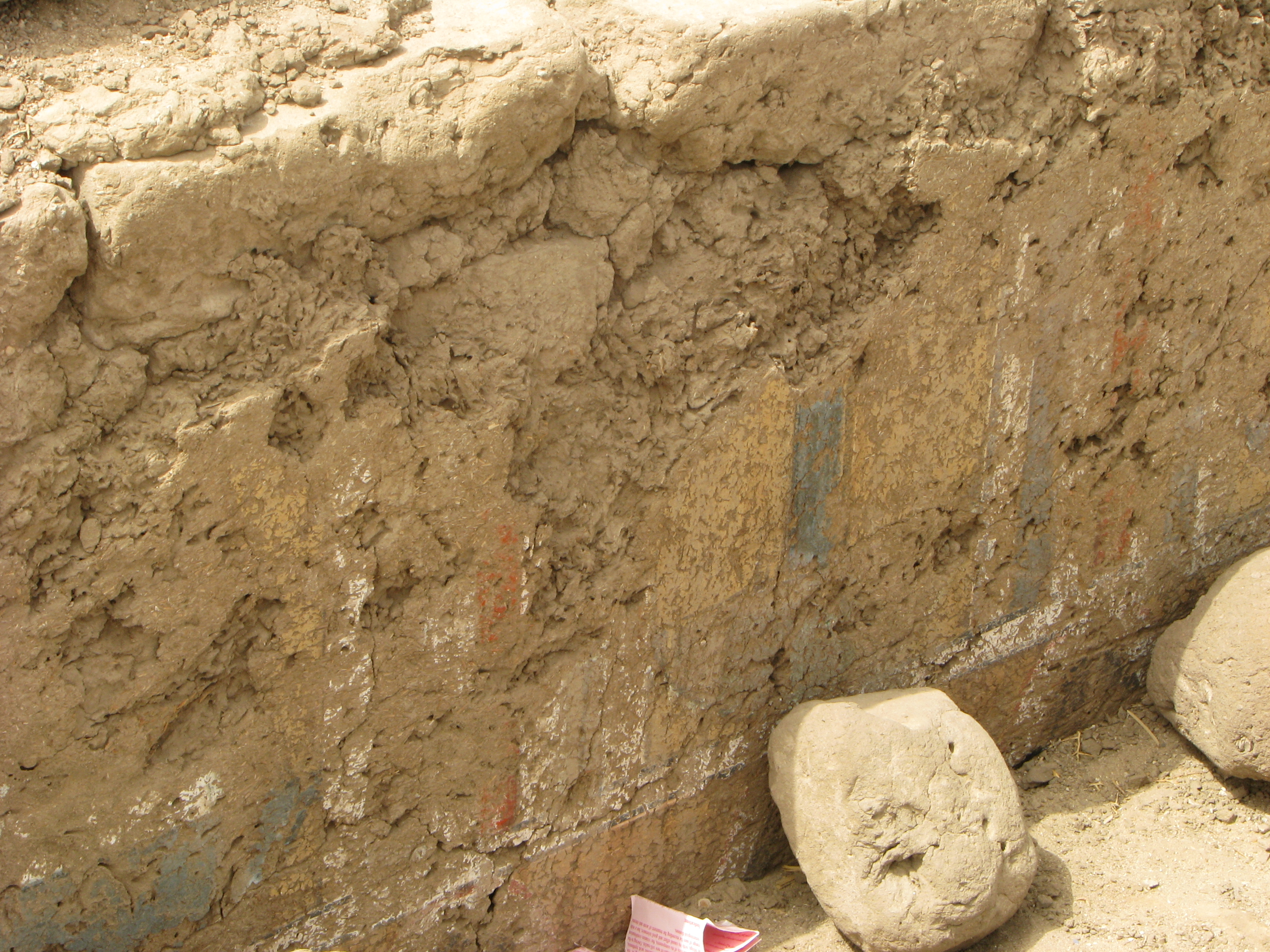
Überreste der Wandbemalungen
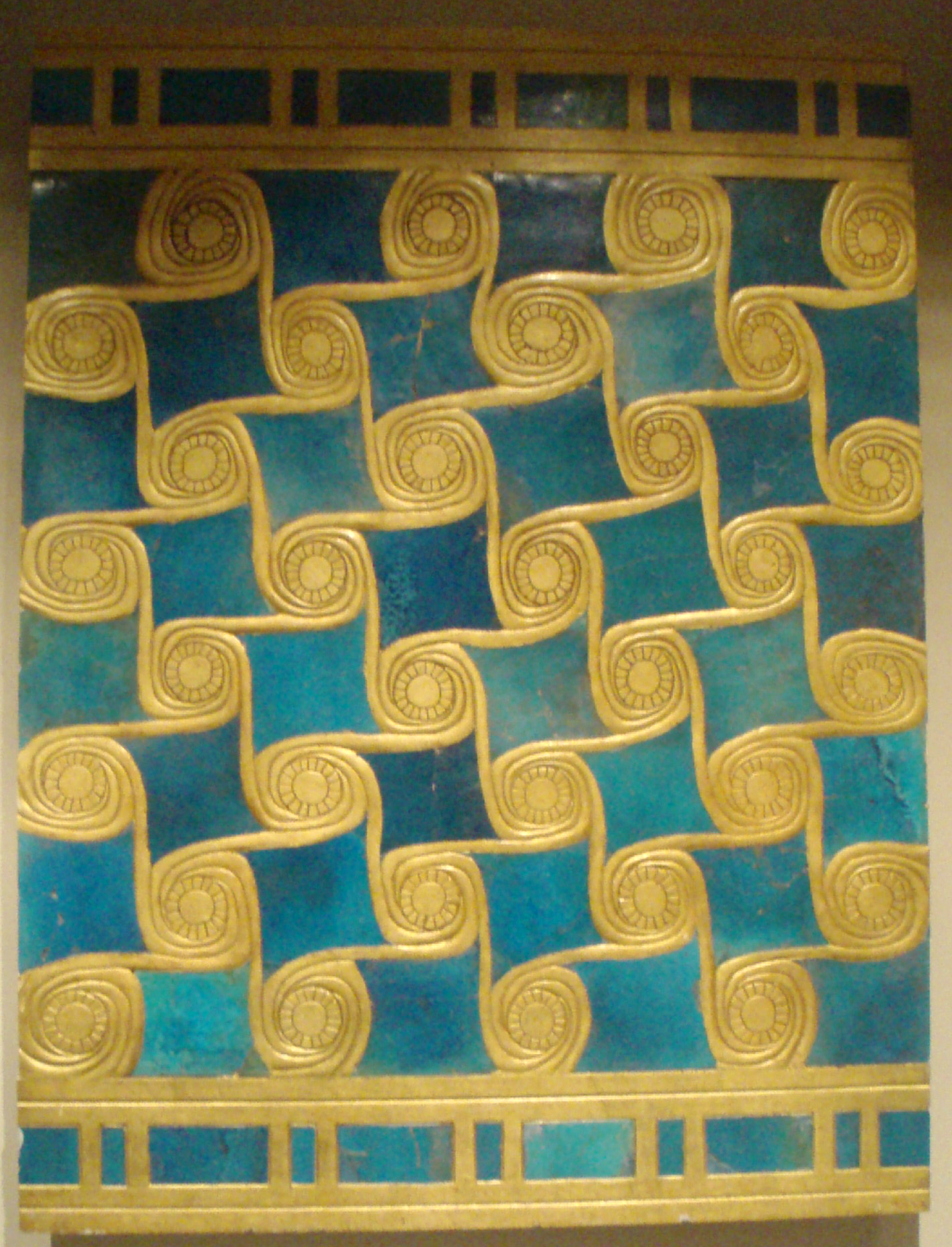
Dekoration aus Fayence

### Ausgrabungen
Die Überreste des Palastes wurden mehrere Male „wiederentdeckt“: 1888 von Georges Daressy, zwischen 1910 und 1920 vom Metropolitan Museum of Art, vom Museum der Universität von Philadelphia 1970, und seit 1985 von der Waseda-Universität. Außerdem wurde ein separater Altar ausgegraben, der sich im Außengebiet von Malqata befand.

## Malqata heute
Heute steht nahe der Ruine des Palastes ein modernes Dorf. Außerdem kann man in der Nähe ein kleines Kloster und eine Kirche namens St. Tawdros lokalisieren. Der moderne arabische Name des Palastes bedeutet übersetzt „Der Ort, an dem Dinge aufgehoben werden“.